# Morti il 28 marzo

## II secolo(2)
- 193 - Ecletto, funzionario romano
- 193 - Pertinace, imperatore romano (n. 126)

## VI secolo(1)
- 592 - Gontrano, re franco

## X secolo(1)
- 966 - Flodoardo di Reims, storico, poeta e religioso francese (n. 894)

## XI secolo(4)
- 1069 - Abbad II al-Mu'tadid, sovrano arabo (n. 1016)
- 1072 - Ordulfo di Sassonia, nobile tedesco
- 1084 - Enrico di Biburgo, vescovo cattolico tedesco
- 1100 - Adelaide di Weimar-Orlamünde, nobile tedesca

## XII secolo(3)
- 1134 - Stefano Harding, monaco cristiano e abate inglese (n. 1059)
- 1172 - Mstislav Andreevič, nobile russo
- 1183 - Elisabetta di Vermandois, nobile francese (n. 1143)

## XIII secolo(6)
- 1236 - Cono di Naso, abate e santo italiano (n. 1139)
- 1239 - Go-Toba, imperatore giapponese (n. 1180)
- 1241 - Valdemaro II di Danimarca, re danese (n. 1170)
- 1241 - Guglielmo I da Rizolio, arcivescovo cattolico italiano
- 1254 - Guglielmo di Ferrers, V conte di Derby, nobile inglese (n. 1193)
- 1285 - Papa Martino IV, papa e cardinale francese

## XIV secolo(2)
- 1346 - Venturino da Bergamo, religioso italiano (n. 1304)
- 1362 - Nicolás Rosell, cardinale spagnolo (n. 1314)

## XV secolo(4)
- 1414 - Giovanna Maria de Maillé, mistica francese (n. 1331)
- 1421 - Thomas de Camoys, nobile inglese (n. 1351)
- 1476 - Giacomo Oliva, religioso italiano
- 1482 - Lucrezia Tornabuoni, poetessa italiana (n. 1427)

## XVI secolo(17)
- 1501 - Giovanni III de La Tour d'Auvergne, nobile (n. 1467)
- 1522 - Jan III van Montfoort, nobile e militare olandese (n. 1448)
- 1523 - Luigi I di Löwenstein, conte (n. 1463)
- 1524 - Elisabetta di Hohenzollern, nobile (n. 1451)
- 1529 - Filippo II di Hanau-Münzenberg, tedesco (n. 1501)
- 1531 - Niccolò Leonico Tomeo, docente italiano (n. 1456)
- 1537 - Francesco di Saluzzo, marchese (n. 1498)
- 1552 - Guru Angad Dev, scrittore indiano (n. 1504)
- 1557 - Johann Albrecht Widmannstetter, umanista, teologo e filologo tedesco (n. 1506)
- 1564 - Mah Chuchak Begum, nobildonna afghana
- 1572 - Jan Woutersz van Cuyck, pittore olandese (n. 1540)
- 1576 - Giovanni Orosco de Arzés, vescovo cattolico spagnolo
- 1584 - Ivan IV di Russia, sovrano russo (n. 1530)
- 1594 - Girolamo Bardi, religioso, letterato e storico italiano (n. 1544)
- 1594 - Nicolas de Pellevé, cardinale francese (n. 1515)
- 1598 - Michele Bonelli, cardinale italiano (n. 1541)
- 1600 - Gonzalo Piña Lidueña, condottiero spagnolo (n. 1545)

## XVII secolo(14)
- 1615 - Cosimo Ruggeri, astrologo italiano
- 1620 - Domenico Mellini, umanista, letterato e diplomatico italiano (n. 1531)
- 1621 - Ottavio Rinuccini, librettista e poeta italiano (n. 1563)
- 1625 - Luigi Lollino, vescovo cattolico e letterato italiano (n. 1552)
- 1631 - Juan van der Hamen, pittore spagnolo (n. 1596)
- 1637 - Fernando Afán de Ribera, duca di Alcalá, generale e politico spagnolo (n. 1583)
- 1638 - Marie Touchet, francese (n. 1549)
- 1655 - Maria Eleonora del Brandeburgo, principessa (n. 1599)
- 1658 - Marcantonio Bragadin, cardinale e vescovo cattolico italiano
- 1673 - Adam Pynacker, pittore, incisore e mercante olandese (n. 1620)
- 1678 - Claude François Milliet Dechales, matematico francese (n. 1621)
- 1687 - Constantijn Huygens, scrittore, diplomatico e compositore olandese (n. 1596)
- 1690 - Emmanuel Tzanes, pittore e presbitero greco (n. 1610)
- 1695 - William Douglas, I duca di Queensberry, politico scozzese (n. 1637)

## XVIII secolo(19)
- 1701 - Domenico Guidi, scultore italiano (n. 1625)
- 1709 - Vittorio Francesco Stancari, matematico e astronomo italiano (n. 1678)
- 1710 - Marcantonio Agazzi, vescovo cattolico italiano (n. 1646)
- 1712 - Jan van der Heyden, pittore olandese (n. 1637)
- 1727 - Jean-Baptiste Buterne, organista e clavicembalista francese
- 1729 - Laurenz Tanner, politico svizzero (n. 1668)
- 1736 - Giovanni Reinardo III di Hanau-Lichtenberg, conte tedesco (n. 1665)
- 1743 - Carlo Federico di Sassonia-Meiningen, nobile tedesco (n. 1712)
- 1748 - Domenico Ballati-Nerli, vescovo cattolico italiano (n. 1657)
- 1757 - Wilhelm Dietrich von Buddenbrock, generale prussiano (n. 1672)
- 1757 - Robert François Damiens, criminale francese (n. 1715)
- 1758 - Friedrich Wilhelm von Dossow, generale prussiano (n. 1669)
- 1762 - Antonio Maria Erba Odescalchi, cardinale italiano (n. 1712)
- 1766 - Francesco Ferrigno, religioso italiano (n. 1686)
- 1769 - Pietro e Girolamo Ballerini, presbitero, teologo e filologo italiano (n. 1698)
- 1777 - Matteo Battaglia, pittore italiano (n. 1700)
- 1785 - Philipp Daniel Lippert, archeologo e illustratore tedesco (n. 1702)
- 1793 - Vincenzo Fasanella, poeta e matematico italiano (n. 1733)
- 1799 - Etta Palm d'Aelders, attivista olandese (n. 1743)

## XIX secolo(70)
- 1801 - Ralph Abercromby, generale inglese (n. 1734)
- 1804 - Frederik Christian Kaas, ammiraglio danese (n. 1727)
- 1807 - Joseph Hickel, pittore austriaco (n. 1736)
- 1809 - Dazincourt, attore teatrale francese (n. 1747)
- 1810 - Joseph Dreppe, pittore e incisore belga (n. 1737)
- 1818 - Giuseppe Antonio Capuzzi, compositore e violinista italiano (n. 1755)
- 1818 - Pedro Benito Antonio Quevedo y Quintano, cardinale e vescovo cattolico spagnolo (n. 1736)
- 1820 - Elena di Arzamas, santa russa
- 1824 - Mahmud ibn Muhammad, sovrano tunisino (n. 1757)
- 1826 - Jean-Jacques Lequeu, architetto e disegnatore francese (n. 1757)
- 1826 - Tommaso di Somma, politico italiano (n. 1737)
- 1831 - Domingo Matheu, imprenditore, marinaio e politico spagnolo (n. 1765)
- 1831 - Michał Hieronim Radziwiłł, poeta polacco (n. 1744)
- 1833 - Alois Jozef Krakovský z Kolovrat, nobile e arcivescovo cattolico ceco (n. 1759)
- 1833 - William Thompson, filosofo irlandese (n. 1775)
- 1834 - Nicola Maria Francesco Addone, rivoluzionario italiano (n. 1763)
- 1835 - Augusto di Beauharnais, principe (n. 1810)
- 1835 - Luigi Malaspina, letterato e nobile italiano (n. 1754)
- 1839 - Giuseppe Siboni, tenore e direttore di coro italiano (n. 1780)
- 1840 - Simon Antoine Jean Lhuilier, matematico svizzero (n. 1750)
- 1848 - Pavel Stepanovič Močalov, attore teatrale russo (n. 1800)
- 1849 - Stephan Ladislaus Endlicher, botanico, numismatico e orientalista austriaco (n. 1804)
- 1850 - Paolo Avitabile, militare italiano (n. 1791)
- 1850 - Bernt Michael Holmboe, matematico norvegese (n. 1795)
- 1850 - Domenico Paghini, pittore italiano (n. 1777)
- 1852 - Giovanni Marchetti, poeta e politico italiano (n. 1790)
- 1860 - Jean-Pierre Franque, pittore francese (n. 1774)
- 1861 - Pompeo Gabrielli, militare e politico italiano (n. 1780)
- 1862 - Claudio Seyssel d'Aix e Sommariva, generale italiano (n. 1799)
- 1864 - Luisa Carlotta di Danimarca, principessa danese (n. 1789)
- 1868 - Cesare Beccalossi, avvocato e politico italiano (n. 1799)
- 1868 - James Brudenell, VII conte di Cardigan, militare britannico (n. 1797)
- 1870 - Alexandre Moreau de Jonnès, militare francese (n. 1778)
- 1870 - George H. Thomas, generale statunitense (n. 1816)
- 1871 - Giuditta Bellerio Sidoli, patriota italiana (n. 1804)
- 1871 - Giulio Cesare Fangarezzi, avvocato, giornalista e scrittore italiano (n. 1815)
- 1871 - Johan Vilhelm Gertner, pittore danese (n. 1818)
- 1871 - Giovanni Giannini, botanico e medico italiano (n. 1793)
- 1871 - Johann Baptist Streicher, artigiano austriaco (n. 1796)
- 1871 - Peter Wirth, religioso tedesco (n. 1830)
- 1872 - Girolamo Luigi Calvi, storico dell'arte, pittore e scrittore italiano (n. 1791)
- 1874 - Peter Andreas Hansen, astronomo danese (n. 1795)
- 1875 - Engelberto Augusto d'Arenberg, nobile e politico belga (n. 1824)
- 1875 - Johann Jakob Christian Donner, filologo classico e traduttore tedesco (n. 1799)
- 1876 - Joseph Böhm, violinista ungherese (n. 1795)
- 1876 - Grigorij Lapčenko, pittore ucraino (n. 1801)
- 1876 - Nimfodora Semёnovna Semёnova, attrice teatrale russa (n. 1788)
- 1877 - Vincenzo Fioravanti, compositore italiano (n. 1799)
- 1880 - Achille Peri, compositore e direttore d'orchestra italiano (n. 1812)
- 1881 - Modest Petrovič Musorgskij, compositore russo (n. 1839)
- 1883 - Derwent Coleridge, scrittore e presbitero britannico (n. 1800)
- 1883 - Lorenz Diefenbach, linguista, etnologo e scrittore tedesco (n. 1806)
- 1884 - Leopoldo, duca di Albany, nobile britannico (n. 1853)
- 1885 - Carolina del Liechtenstein, principessa austriaca (n. 1836)
- 1885 - Ludvig Norman, compositore, pianista e direttore d'orchestra svedese (n. 1831)
- 1887 - Ditlev Gothard Monrad, politico e vescovo danese (n. 1811)
- 1888 - Fulberto Alarni, poeta e commediografo italiano (n. 1849)
- 1888 - Ernest Arrighi de Casanova, nobile e politico francese (n. 1814)
- 1888 - Carlo Pietro Gallini, ingegnere e politico italiano (n. 1814)
- 1892 - Constantin von Alvensleben, generale prussiano (n. 1809)
- 1892 - Sebastiano Brigidi, patriota, politico e bibliotecario italiano (n. 1804)
- 1892 - Orestes Brownson, editore, educatore e giornalista statunitense (n. 1828)
- 1893 - Edmund Kirby Smith, generale statunitense (n. 1824)
- 1894 - Julius Helfft, pittore tedesco (n. 1818)
- 1895 - Jules Roulleau, scultore francese (n. 1855)
- 1897 - Teodoro Sainz Rueda, filosofo e politico spagnolo (n. 1835)
- 1898 - Anton Seidl, direttore d'orchestra ungherese (n. 1850)
- 1900 - Vincent Benedetti, diplomatico francese (n. 1817)
- 1900 - Louis Énault, scrittore e giornalista francese (n. 1824)
- 1900 - Petrus Jacobus Joubert, politico e generale boero

## XX secolo(258)
- 1902 - Richard Beez, matematico tedesco (n. 1827)
- 1902 - Angelo Dubini, dermatologo italiano (n. 1813)
- 1903 - Émile Baudot, ingegnere francese (n. 1845)
- 1903 - Raffaele Bonelli, imprenditore, politico e nobile italiano (n. 1819)
- 1903 - Magdalene Thoresen, drammaturga norvegese (n. 1819)
- 1904 - Luigi Sugana, drammaturgo italiano (n. 1857)
- 1905 - Győző Czigler, architetto ungherese (n. 1850)
- 1906 - Albert Flamm, pittore tedesco (n. 1823)
- 1908 - Cesare Finzi, matematico italiano (n. 1836)
- 1909 - Federico Pizza, arcivescovo cattolico italiano (n. 1825)
- 1909 - Carlo Günther di Schwarzburg-Sondershausen, principe tedesco (n. 1830)
- 1910 - Édouard Colonne, direttore d'orchestra e violinista francese (n. 1838)
- 1911 - Giuseppe Cei, aviatore e ingegnere italiano (n. 1889)
- 1911 - Nikolaj Nikolaevič Šipov, ufficiale russo (n. 1846)
- 1916 - Georg Hirth, scrittore, giornalista e editore tedesco (n. 1841)
- 1916 - Emily Woodruff, arciera statunitense (n. 1846)
- 1917 - Francesco Boncinelli, medico e poeta italiano (n. 1837)
- 1917 - Albert Pinkham Ryder, pittore statunitense (n. 1847)
- 1918 - Otis Turner, regista, sceneggiatore e produttore cinematografico statunitense (n. 1862)
- 1921 - Agenor Maria Gołuchowski, politico austriaco (n. 1849)
- 1923 - Charles Hubbard, arciere statunitense (n. 1849)
- 1923 - Michel Joseph Maunoury, generale francese (n. 1847)
- 1924 - Józef Sebastian Pelczar, vescovo cattolico polacco (n. 1842)
- 1924 - Umberto Postiglione, anarchico italiano (n. 1893)
- 1925 - Guglielmo Korner, chimico tedesco (n. 1839)
- 1925 - Henry Rawlinson, I barone Rawlinson, generale britannico (n. 1864)
- 1926 - Luigi Filippo Roberto d'Orléans, esploratore e politico francese (n. 1869)
- 1928 - Pavel Vasil'evič Ksenofontov, attivista, rivoluzionario e politico russo (n. 1890)
- 1928 - Kalle Mikkolainen, ginnasta finlandese (n. 1883)
- 1928 - Nathan Stubblefield, inventore statunitense (n. 1860)
- 1929 - Katharine Lee Bates, scrittrice statunitense (n. 1859)
- 1930 - Félicien Menu de Ménil, compositore e esperantista francese (n. 1860)
- 1931 - Ban Johnson, dirigente sportivo statunitense (n. 1864)
- 1932 - Vigand Andreas Falbe-Hansen, economista e docente danese (n. 1841)
- 1932 - Crittenden Marriott, romanziere, sceneggiatore e regista statunitense (n. 1867)
- 1933 - Fridrich Arturovič Cander, ingegnere sovietico (n. 1887)
- 1933 - Augusto Curi, arcivescovo cattolico italiano (n. 1870)
- 1933 - Julius Hoste, scrittore e imprenditore belga (n. 1848)
- 1935 - Tielman Roos, politico sudafricano (n. 1879)
- 1936 - Archibald Edward Garrod, medico inglese (n. 1857)
- 1937 - Ettore Burzi, pittore italiano (n. 1872)
- 1937 - James Flanagan, canottiere statunitense (n. 1878)
- 1937 - Otto Meister, ingegnere svizzero (n. 1873)
- 1938 - Federico Cozzolino, militare e aviatore italiano (n. 1913)
- 1938 - Émile Deriaz, atleta, sollevatore e wrestler svizzero (n. 1879)
- 1938 - Edward Mandell House, diplomatico statunitense (n. 1858)
- 1938 - Tommaso Parini, militare e aviatore italiano (n. 1907)
- 1938 - Giovanni Thun Hohenstein, militare italiano (n. 1913)
- 1938 - Zheng Xiaoxu, politico, diplomatico e calligrafo cinese (n. 1860)
- 1939 - Agostino Berenini, politico italiano (n. 1858)
- 1939 - Fausto dos Santos, calciatore brasiliano (n. 1905)
- 1939 - Mario Lertora, ginnasta italiano (n. 1897)
- 1939 - Ettore Pais, storico italiano (n. 1856)
- 1940 - Romeo Gregori, scultore italiano (n. 1900)
- 1940 - Adolfo Moltedo, militare italiano (n. 1894)
- 1940 - José María Salaverría, giornalista e scrittore spagnolo (n. 1873)
- 1941 - Balbino Clemente, calciatore spagnolo (n. 1896)
- 1941 - Giorgio Giorgis, militare italiano (n. 1897)
- 1941 - Marcus Hurley, pistard statunitense (n. 1883)
- 1941 - Ezio Levi, filologo italiano (n. 1884)
- 1941 - Pier Ludovico Occhini, giornalista, scrittore e politico italiano (n. 1874)
- 1941 - Herbert Wilberforce, tennista britannico (n. 1864)
- 1941 - Virginia Woolf, scrittrice, saggista e attivista britannica (n. 1882)
- 1942 - Charlotte Burton, attrice statunitense (n. 1881)
- 1942 - Miguel Hernández, poeta e drammaturgo spagnolo (n. 1910)
- 1943 - Karl Behting, scacchista e compositore di scacchi lettone (n. 1867)
- 1943 - Arthur Humble Evans, ornitologo e botanico britannico (n. 1855)
- 1943 - Lorenzo Gasparri, ammiraglio italiano (n. 1894)
- 1943 - Robert William Paul, regista, ingegnere e inventore inglese (n. 1869)
- 1943 - Sergej Vasil'evič Rachmaninov, compositore, pianista e direttore d'orchestra russo (n. 1873)
- 1944 - Romano Cocchi, sindacalista, giornalista e antifascista italiano (n. 1893)
- 1945 - Ines Bedeschi, partigiana italiana (n. 1914)
- 1945 - Roberto Di Ferro, partigiano e operaio italiano (n. 1930)
- 1945 - Eugenio Florian, giurista e politico italiano (n. 1869)
- 1945 - David C. Waybur, militare statunitense (n. 1919)
- 1945 - Francesco Zaltron, partigiano italiano (n. 1920)
- 1946 - Pierre Bertran de Balanda, cavaliere francese (n. 1887)
- 1946 - Cumberland Posey, cestista e giocatore di baseball statunitense (n. 1890)
- 1947 - Johnny Evers, giocatore di baseball e allenatore di baseball statunitense (n. 1881)
- 1947 - Karol Świerczewski, generale e politico polacco (n. 1897)
- 1948 - Odo Casel, monaco cristiano, teologo e filosofo tedesco (n. 1886)
- 1948 - Ernesto Gulì, militare e prefetto italiano (n. 1876)
- 1948 - Hamdi al-Bagiahgi, politico iracheno (n. 1886)
- 1948 - Enrichetta del Belgio, principessa belga (n. 1870)
- 1949 - Grigoras Dinicu, violinista e compositore rumeno (n. 1889)
- 1949 - Mario Segala, politico italiano (n. 1906)
- 1952 - Marcelle Ackein, pittrice francese (n. 1882)
- 1952 - Gunnar Åström, calciatore finlandese (n. 1904)
- 1952 - Francesco Dell'Erba, scrittore italiano (n. 1866)
- 1952 - George K. Hollister, direttore della fotografia statunitense (n. 1873)
- 1952 - Karl Weisenberger, generale tedesco (n. 1890)
- 1953 - Lee Pierce Butler, docente statunitense (n. 1884)
- 1953 - Jim Thorpe, multiplista, giocatore di football americano e giocatore di baseball statunitense (n. 1887)
- 1953 - Valentine de Saint-Point, scrittrice, poetessa e danzatrice francese (n. 1875)
- 1954 - Kaare Klint, designer danese (n. 1888)
- 1954 - Winifred McNair, tennista britannica (n. 1877)
- 1954 - Juno Frankie Pierce, insegnante statunitense (n. 1864)
- 1955 - Prosper Alfaric, storico delle religioni francese (n. 1876)
- 1955 - Giovanni Forbicini, anarchico italiano (n. 1874)
- 1956 - Paule Andral, attrice francese (n. 1879)
- 1956 - Erik Colban, diplomatico norvegese (n. 1876)
- 1956 - Thomas de Hartmann, pianista e compositore russo (n. 1885)
- 1956 - Jindřich Valášek, calciatore boemo (n. 1886)
- 1957 - Isaia Baldrati, botanico e agronomo italiano (n. 1872)
- 1957 - Christopher Morley, scrittore statunitense (n. 1890)
- 1957 - Gheorghe Tătărescu, politico rumeno (n. 1886)
- 1957 - Jack Butler Yeats, pittore irlandese (n. 1871)
- 1958 - W. C. Handy, compositore, cantante e musicista statunitense (n. 1873)
- 1958 - Arthur Hermann, ginnasta francese (n. 1893)
- 1958 - Chuck Klein, giocatore di baseball statunitense (n. 1904)
- 1958 - Ivan Nanut, lottatore italiano (n. 1886)
- 1958 - Dario Neri, pittore e storico italiano (n. 1895)
- 1958 - Guido Riccioli, attore italiano (n. 1883)
- 1959 - Ljubov' Golančikova, aviatrice russa (n. 1889)
- 1959 - André Siegfried, sociologo e geografo francese (n. 1875)
- 1960 - Giacomo Bergamino, calciatore italiano (n. 1901)
- 1960 - Margarita Manso, pittrice spagnola (n. 1908)
- 1962 - David Wijnveldt, calciatore olandese (n. 1891)
- 1963 - Antonius Bouwens, tiratore a segno olandese (n. 1876)
- 1963 - Frank Marion, produttore cinematografico e sceneggiatore statunitense (n. 1869)
- 1963 - Antonio Negro, sindacalista, politico e antifascista italiano (n. 1885)
- 1964 - Mario Balla, pallanuotista e allenatore di pallanuoto italiano (n. 1903)
- 1965 - Clemence Dane, romanziera e drammaturga inglese (n. 1888)
- 1965 - Vito Dumas, navigatore argentino (n. 1900)
- 1965 - Draga Gregorič Rosenberg, educatrice e pedagogista slovena (n. 1879)
- 1965 - Jack Hoxie, attore statunitense (n. 1885)
- 1965 - Mary, principessa reale, nobile inglese (n. 1897)
- 1965 - Ottavio Ricaldoni, militare italiano (n. 1877)
- 1965 - Armand Curly Wright, drammaturgo, sceneggiatore e attore italiano (n. 1886)
- 1966 - Uberto Pestalozza, storico, paleografo e docente italiano (n. 1872)
- 1966 - Josef Waitzer, discobolo, giavellottista e multiplista tedesco (n. 1884)
- 1968 - Mario Gambetta, pittore, incisore e ceramista italiano (n. 1886)
- 1968 - Carlo Rampini, calciatore italiano (n. 1891)
- 1968 - Giannino Zanelli, giornalista e scrittore italiano (n. 1896)
- 1969 - Dwight D. Eisenhower, generale e politico statunitense (n. 1890)
- 1969 - Aleksej Jakušev, pallavolista e allenatore di pallavolo sovietico (n. 1914)
- 1969 - Léo Joannon, regista e sceneggiatore francese (n. 1904)
- 1969 - Şehzade Ömer Faruk, principe ottomano (n. 1898)
- 1970 - Ernst-Albrecht Hildebrandt, generale e poliziotto tedesco (n. 1895)
- 1970 - Ernfrid Malmgren, insegnante e esperantista svedese (n. 1899)
- 1971 - Robert Hunter, golfista statunitense (n. 1886)
- 1971 - Otto Laporte, fisico tedesco (n. 1902)
- 1971 - Pietro Taverna, calciatore italiano (n. 1906)
- 1972 - Kurt Baluses, allenatore di calcio e calciatore tedesco occidentale (n. 1914)
- 1972 - Joseph Paul-Boncour, politico francese (n. 1873)
- 1972 - Arnaldo Piccinini, ingegnere, imprenditore e banchiere italiano (n. 1915)
- 1972 - Bruno Pollazzi, dirigente sportivo italiano (n. 1888)
- 1973 - Clarence Griffin, tennista statunitense (n. 1888)
- 1974 - Arthur Crudup, musicista statunitense (n. 1905)
- 1974 - Dorothy Fields, paroliera e compositrice statunitense (n. 1904)
- 1974 - Françoise Rosay, attrice francese (n. 1891)
- 1975 - Ernst Fraenkel, politologo, giurista e scrittore tedesco (n. 1898)
- 1975 - Renzo Massarani, compositore italiano (n. 1898)
- 1975 - Vincenzo Rimi, mafioso italiano (n. 1902)
- 1975 - Wiltrude di Baviera, principessa tedesca (n. 1884)
- 1976 - Richard Arlen, attore statunitense (n. 1899)
- 1976 - Mario Barbon, calciatore italiano (n. 1916)
- 1976 - Corrado Cagli, artista italiano (n. 1910)
- 1976 - Eric-Heinrich Clößner, generale tedesco (n. 1888)
- 1977 - Gino Baghetti, attore e doppiatore italiano (n. 1901)
- 1977 - Felice Battaglia, giurista e filosofo italiano (n. 1902)
- 1977 - Eric Shipton, alpinista e esploratore britannico (n. 1907)
- 1978 - Claudio Cintoli, artista, pittore e scenografo italiano (n. 1935)
- 1978 - Giuseppe Giacomantonio, compositore italiano (n. 1905)
- 1978 - Wadie Haddad, attivista e guerrigliero palestinese (n. 1927)
- 1978 - Clemente Mejía, nuotatore messicano (n. 1928)
- 1978 - Lennart Oesch, generale finlandese (n. 1892)
- 1979 - Giuseppe Annese, scrittore italiano (n. 1932)
- 1979 - Giulio Cisari, illustratore italiano (n. 1892)
- 1979 - Emmett Kelly, circense statunitense (n. 1898)
- 1980 - Lorenzo Betassa, brigatista italiano (n. 1952)
- 1980 - Riccardo Dura, terrorista italiano (n. 1950)
- 1980 - Dick Haymes, cantante e attore argentino (n. 1916)
- 1980 - Annamaria Ludmann, brigatista italiana (n. 1947)
- 1980 - Rashel Novikoff, attrice statunitense (n. 1897)
- 1980 - Piero Panciarelli, brigatista italiano (n. 1955)
- 1981 - Giuseppe Mazzotti, critico d'arte, scrittore e saggista italiano (n. 1907)
- 1981 - Nikolaj Vladimirovič Timofeev-Resovskij, genetista russo (n. 1900)
- 1981 - Jurij Valentinovič Trifonov, scrittore russo (n. 1925)
- 1982 - William Francis Giauque, chimico statunitense (n. 1895)
- 1982 - Louis Grodecki, storico dell'arte francese (n. 1910)
- 1982 - Gastone Guidotti, diplomatico italiano (n. 1901)
- 1982 - Giuseppe Malaspina, marciatore e allenatore di atletica leggera italiano (n. 1910)
- 1982 - Mario Stua, calciatore e allenatore di calcio italiano (n. 1916)
- 1983 - Suzanne Belperron, stilista e designer francese (n. 1900)
- 1983 - Walter Reisch, sceneggiatore, regista e produttore cinematografico austriaco (n. 1903)
- 1983 - Orazio Santagati, politico e avvocato italiano (n. 1923)
- 1983 - Joseph Smith, bobbista statunitense (n. 1925)
- 1984 - Antonio Crast, attore italiano (n. 1911)
- 1984 - Carmen Dragon, compositore statunitense (n. 1914)
- 1984 - Michael Keeping, calciatore e allenatore di calcio inglese (n. 1902)
- 1984 - Comins Mansfield, compositore di scacchi inglese (n. 1896)
- 1984 - Ben Washam, animatore e regista statunitense (n. 1915)
- 1985 - Marc Chagall, pittore russo (n. 1887)
- 1985 - Henry Hansen, ciclista su strada danese (n. 1902)
- 1985 - Fernando Melani, pittore e scultore italiano (n. 1907)
- 1985 - Marcus Nikkanen, pattinatore artistico su ghiaccio finlandese (n. 1904)
- 1985 - Odie Spears, cestista statunitense (n. 1924)
- 1985 - Gerhard Stöck, giavellottista e pesista tedesco (n. 1911)
- 1986 - Eno Bellis, storico, archeologo e scrittore italiano (n. 1905)
- 1986 - Virginia Gilmore, attrice statunitense (n. 1919)
- 1986 - Attilio Moroni, giurista e teologo italiano (n. 1909)
- 1987 - Alphonse Amadou Alley, politico beninese (n. 1930)
- 1987 - Antonio Quarantotto, nuotatore italiano (n. 1895)
- 1987 - Maria Augusta Trapp, cantante e scrittrice austriaca (n. 1905)
- 1987 - Patrick Troughton, attore britannico (n. 1920)
- 1987 - Valéria Tyrolová, cestista cecoslovacca (n. 1936)
- 1988 - Emilio Ceretti, giornalista, traduttore e critico cinematografico italiano (n. 1907)
- 1988 - Frans Peeraer, calciatore belga (n. 1913)
- 1989 - Joseph Adetunji Adefarasin, magistrato, giurista e attivista nigeriano (n. 1921)
- 1989 - Vittorio Aicardi, politico italiano (n. 1919)
- 1989 - Vittorino Carra, politico italiano (n. 1927)
- 1989 - Josiah Zion Gumede, politico zimbabwese (n. 1919)
- 1989 - Madeleine Ozeray, attrice belga (n. 1908)
- 1989 - Patrick Vallençant, scialpinista e alpinista francese (n. 1946)
- 1989 - Robert J. Wilke, attore e stuntman statunitense (n. 1914)
- 1990 - Gino Cappello, dirigente sportivo e calciatore italiano (n. 1920)
- 1990 - Luigi Moltrasio, calciatore italiano (n. 1928)
- 1990 - Otello Zironi, calciatore italiano (n. 1917)
- 1991 - Rodolfo Bonetto, designer e batterista italiano (n. 1929)
- 1991 - Ettore De Michele, dirigente sportivo, arbitro di calcio e calciatore italiano (n. 1890)
- 1991 - Livia De Stefani, scrittrice italiana (n. 1913)
- 1991 - Carlos Montalbán, attore messicano (n. 1903)
- 1992 - Spirydion Albański, calciatore e allenatore di calcio polacco (n. 1907)
- 1992 - Marcel Josserand, micologo francese (n. 1900)
- 1992 - John D. Strong, astrofisico e meteorologo statunitense (n. 1905)
- 1992 - Maurice Teynac, attore francese (n. 1915)
- 1992 - Willard Tibbetts, mezzofondista statunitense (n. 1903)
- 1992 - Egidio Umer, calciatore italiano (n. 1912)
- 1993 - Gastone Bettanini, impresario teatrale e attore italiano (n. 1914)
- 1993 - Corrado Casalini, calciatore italiano (n. 1914)
- 1993 - Alfredo Catarsini, pittore italiano (n. 1899)
- 1993 - Scott Cunningham, saggista statunitense (n. 1956)
- 1993 - Enzo Misefari, politico, sindacalista e storico italiano (n. 1899)
- 1993 - Italo Tajo, basso italiano (n. 1915)
- 1994 - Albert Goldman, scrittore, giornalista e docente statunitense (n. 1927)
- 1994 - Eugène Ionesco, drammaturgo e saggista rumeno (n. 1909)
- 1994 - Ira Murchison, velocista statunitense (n. 1933)
- 1995 - Mogens Ellegaard, musicista e fisarmonicista danese (n. 1935)
- 1995 - Gilbert Levae, ciclista su strada belga (n. 1912)
- 1995 - Ana Mariscal, attrice, regista e sceneggiatrice spagnola (n. 1923)
- 1996 - Hans Blumenberg, filosofo tedesco (n. 1920)
- 1996 - Tommy Hamill, calciatore nordirlandese (n. 1933)
- 1996 - Richard Kreß, calciatore tedesco (n. 1925)
- 1996 - Barbara McLean, montatrice statunitense (n. 1903)
- 1996 - Valerio Pisano, ceramista, incisore e pittore italiano (n. 1910)
- 1996 - Muhammad Sidqi Sulayman, politico egiziano (n. 1919)
- 1996 - Vladimir Svetilko, sollevatore sovietico (n. 1915)
- 1996 - Giuseppe Tadonio, pittore italiano (n. 1923)
- 1997 - Giovanni Ciccarelli, calciatore italiano (n. 1927)
- 1997 - William Raymond Philipson, botanico, esploratore e ornitologo neozelandese (n. 1911)
- 1998 - Antonín Rýgr, allenatore di calcio e calciatore cecoslovacco (n. 1921)
- 1998 - Paulo Ubiratan, regista e produttore televisivo brasiliano (n. 1947)
- 1998 - Luigi Vietti, architetto e urbanista italiano (n. 1903)
- 1999 - Franco Gasparri, attore italiano (n. 1948)
- 2000 - Christian Norberg-Schulz, architetto norvegese (n. 1926)
- 2000 - Anthony Powell, scrittore britannico (n. 1905)
- 2000 - Jurij Tarasov, calciatore ucraino (n. 1960)

## XXI secolo(129)
- 2001 - Lillian Palmer, velocista canadese (n. 1913)
- 2002 - Nicola Del Principe, fumettista italiano (n. 1927)
- 2002 - Carolyn Keene, scrittrice statunitense (n. 1905)
- 2002 - Enrico Ragni, pittore italiano (n. 1910)
- 2002 - Albert Edward Whitford, astronomo statunitense (n. 1905)
- 2003 - Kadri Aytaç, allenatore di calcio e calciatore turco (n. 1931)
- 2003 - Robert Craddock, calciatore statunitense (n. 1923)
- 2003 - Ludwig Elsbett, inventore tedesco (n. 1913)
- 2003 - Aleksej Kuznecov, fondista sovietico (n. 1929)
- 2003 - Antonio Mantovani, serial killer italiano (n. 1957)
- 2003 - Vittorio Ruglioni, pittore italiano (n. 1936)
- 2004 - Lise de Baissac, agente segreta mauriziana (n. 1905)
- 2004 - Albert Brülls, calciatore e allenatore di calcio tedesco (n. 1937)
- 2004 - Kent Christiansen, calciatore norvegese (n. 1964)
- 2004 - Fabio Frugali, calciatore italiano (n. 1926)
- 2004 - Robert Merle, scrittore francese (n. 1908)
- 2004 - Ljubiša Spajić, calciatore e allenatore di calcio jugoslavo (n. 1926)
- 2004 - Peter Ustinov, attore, sceneggiatore e regista britannico (n. 1921)
- 2005 - Raffaello Baldini, poeta e scrittore italiano (n. 1924)
- 2005 - Pál Losonczi, politico ungherese (n. 1919)
- 2005 - Moura Lympany, pianista britannica (n. 1916)
- 2005 - Tommaso Paloscia, giornalista, critico d'arte e storico dell'arte italiano (n. 1918)
- 2005 - Robert Slatzer, scrittore, critico letterario e regista statunitense (n. 1927)
- 2006 - Jerry Brudos, serial killer statunitense (n. 1939)
- 2006 - Pascual Enguídanos, scrittore spagnolo (n. 1923)
- 2006 - Caspar Weinberger, politico statunitense (n. 1917)
- 2007 - Giuseppe Barbaglio, presbitero, teologo e biblista italiano (n. 1934)
- 2007 - Delém, calciatore e allenatore di calcio brasiliano (n. 1935)
- 2007 - Tony Scott, clarinettista, sassofonista e pianista statunitense (n. 1921)
- 2008 - Valentino Fois, ciclista su strada italiano (n. 1973)
- 2008 - Kunio Lemari, politico marshallese (n. 1942)
- 2008 - Rosario Lo Verde, imprenditore e dirigente sportivo italiano (n. 1914)
- 2008 - Carla Prina, pittrice italiana (n. 1911)
- 2009 - Pier Emilio Bassi, pianista, compositore e direttore d'orchestra italiano (n. 1920)
- 2009 - Janet Jagan, politica guyanese (n. 1920)
- 2009 - Maurice Jarre, musicista e compositore francese (n. 1924)
- 2009 - Giulio Macchi, regista, autore televisivo e conduttore televisivo italiano (n. 1918)
- 2009 - Ugo Martinat, politico italiano (n. 1942)
- 2009 - Renata Mauro, cantante, conduttrice televisiva e attrice italiana (n. 1934)
- 2009 - Ranko Munitić, storico dell'arte, sceneggiatore e giornalista jugoslavo (n. 1943)
- 2009 - Vincenzo Rappa, imprenditore italiano (n. 1922)
- 2009 - Edilio Tarantino, annunciatore televisivo e giornalista italiano (n. 1920)
- 2009 - Donald Thobega, calciatore botswano (n. 1979)
- 2010 - David Carnegie, XIV conte di Northesk, politico scozzese (n. 1954)
- 2010 - Jacques Dacqmine, attore e doppiatore francese (n. 1924)
- 2010 - Herb Ellis, chitarrista statunitense (n. 1921)
- 2010 - Derlis Florentín, calciatore paraguaiano (n. 1984)
- 2010 - June Havoc, attrice statunitense (n. 1912)
- 2011 - Lee Hoiby, compositore e pianista statunitense (n. 1926)
- 2011 - Giovanni Nannini, attore italiano (n. 1921)
- 2011 - George Francis Taylor, numismatico, storico e archeologo britannico
- 2012 - John Arden, drammaturgo inglese (n. 1930)
- 2012 - Bortolo Bof, ciclista su strada italiano (n. 1921)
- 2012 - Leopoldo La Rosa, organista, compositore e direttore d'orchestra peruviano (n. 1931)
- 2012 - Willie May, ostacolista statunitense (n. 1936)
- 2012 - Earl Scruggs, suonatore di banjo, chitarrista e compositore statunitense (n. 1924)
- 2012 - Jean Tribolet, cestista svizzero
- 2013 - George Edward Pelham Box, statistico britannico (n. 1919)
- 2013 - Richard Griffiths, attore britannico (n. 1947)
- 2013 - Soraya Jiménez, sollevatrice messicana (n. 1977)
- 2013 - Jurij Radonjak, pugile e allenatore di pugilato sovietico (n. 1935)
- 2013 - Boris Strel, sciatore alpino sloveno (n. 1959)
- 2014 - Franco Bruna, fumettista e illustratore italiano (n. 1935)
- 2014 - Giovanni Navarru, economista italiano (n. 1920)
- 2014 - Lorenzo Semple Jr., sceneggiatore e drammaturgo statunitense (n. 1923)
- 2015 - Richard L. Bare, regista statunitense (n. 1913)
- 2015 - Miroslav Ondříček, direttore della fotografia cecoslovacco (n. 1934)
- 2015 - Gene Saks, regista e attore statunitense (n. 1921)
- 2015 - Walter Schuck, aviatore tedesco (n. 1920)
- 2016 - Nicky Gargano, pugile britannico (n. 1934)
- 2016 - Yves Gominon, cestista francese (n. 1933)
- 2016 - Jan Kaczkowski, presbitero e teologo polacco (n. 1977)
- 2016 - Paolo List, calciatore italiano (n. 1963)
- 2016 - Daan Myngheer, ciclista su strada belga (n. 1993)
- 2016 - Edmund Piątkowski, discobolo polacco (n. 1936)
- 2016 - Umberto Scardaoni, politico italiano (n. 1932)
- 2017 - Luis Cardoso, calciatore argentino (n. 1930)
- 2017 - Christine Kaufmann, attrice tedesca (n. 1945)
- 2017 - Giovanni Miccoli, storico italiano (n. 1933)
- 2017 - Carlo Pace, politico italiano (n. 1936)
- 2017 - Alice di Borbone-Parma, nobile italiana (n. 1917)
- 2018 - Bobby Ferguson, calciatore e allenatore di calcio inglese (n. 1938)
- 2018 - Fedora Ferluga Petronio, filologa, slavista e traduttrice italiana (n. 1946)
- 2018 - Eugène Van Roosbroeck, ciclista su strada belga (n. 1928)
- 2018 - Elena Subirats, tennista messicana (n. 1947)
- 2019 - Vladimir Basalaev, calciatore sovietico (n. 1945)
- 2019 - Joe Bellino, giocatore di football americano statunitense (n. 1938)
- 2019 - Valentino Giambelli, imprenditore, dirigente sportivo e calciatore italiano (n. 1928)
- 2020 - Eugenio Bertoglio, ciclista su strada italiano (n. 1928)
- 2020 - John Callahan, attore statunitense (n. 1953)
- 2020 - Tom Coburn, politico e medico statunitense (n. 1948)
- 2020 - Grim Sleeper, serial killer statunitense (n. 1952)
- 2020 - William B. Helmreich, saggista e docente statunitense (n. 1945)
- 2020 - Jan Howard, cantante statunitense (n. 1929)
- 2020 - Lou A. Kouvaris, chitarrista statunitense (n. 1954)
- 2020 - Angelo Landi, politico italiano (n. 1923)
- 2020 - Per-Olof Lefwerth, cestista svedese (n. 1945)
- 2020 - Matteo Masiello, pittore italiano (n. 1933)
- 2020 - Raffaele Masto, scrittore, giornalista e conduttore radiofonico italiano (n. 1953)
- 2020 - Angelo Rottoli, pugile italiano (n. 1958)
- 2020 - Barbara Rütting, attrice tedesca (n. 1927)
- 2020 - David Schramm, attore statunitense (n. 1946)
- 2020 - Thomas Schäfer, politico tedesco (n. 1966)
- 2020 - Hertha Töpper, contralto austriaco (n. 1924)
- 2020 - Edoardo Vesentini, matematico e politico italiano (n. 1928)
- 2020 - Han Wallaart, cestista e allenatore di pallacanestro olandese
- 2021 - Joseph E. Duncan III, serial killer statunitense (n. 1963)
- 2021 - Juventino Kestering, vescovo cattolico brasiliano (n. 1946)
- 2021 - Didier Ratsiraka, politico e militare malgascio (n. 1936)
- 2021 - Enrico Vaime, autore televisivo, scrittore e drammaturgo italiano (n. 1936)
- 2022 - Marvin J. Chomsky, regista statunitense (n. 1929)
- 2022 - Naci Erdem, calciatore turco (n. 1931)
- 2022 - Antonios Naguib, cardinale e patriarca cattolico egiziano (n. 1935)
- 2023 - Ernesto García Seijas, fumettista argentino (n. 1941)
- 2023 - Paul O'Grady, showman, comico e attore britannico (n. 1955)
- 2023 - Ryūichi Sakamoto, musicista, compositore e attore giapponese (n. 1952)
- 2023 - Jacques Saurel, superstite dell'Olocausto e scrittore francese (n. 1933)
- 2023 - Manfred Schäfer, allenatore di calcio e calciatore tedesco (n. 1943)
- 2024 - Mino Giarda, sceneggiatore italiano (n. 1928)
- 2024 - Horaţiu Giurgiu, cestista rumeno (n. 1938)
- 2024 - Larry Lloyd, calciatore e allenatore di calcio inglese (n. 1948)
- 2024 - Daniele Protti, giornalista italiano (n. 1945)
- 2024 - Mark Spiro, musicista, cantautore e compositore statunitense (n. 1957)
- 2024 - Walt Wesley, cestista statunitense (n. 1945)
- 2025 - Orio Caldiron, critico cinematografico e storico del cinema italiano (n. 1938)
- 2025 - Johann Eigenstiller, calciatore austriaco (n. 1943)
- 2025 - Alfredo Mostarda, calciatore brasiliano (n. 1946)
- 2025 - Richard Norton, attore, artista marziale e stuntman australiano (n. 1950)
- 2025 - Vittorio Orsenigo, scrittore e regista italiano (n. 1926)